# 飯田馬之介
飯田 馬之介（いいだ うまのすけ、本名：飯田 勉（いいだ つとむ）、1961年4月30日 - 2010年11月26日）は、日本のアニメーション監督、演出家、プロデューサー、脚本家、漫画家。北海道浦河町出身。北海道浦河高等学校卒。日本アニメーター・演出協会（JAniCA）会員。旧名は飯田 つとむ。

## 経歴
「飯田つとむ」名義で活動していた当時、同じOH!プロダクションに在籍していた川崎博嗣に「『1・2の三四郎』の馬之介」に似ている事から「馬之介」というあだ名で呼ばれていた。そのあだ名を小松原一男が気に入り、『風の谷のナウシカ』の時に初めて「飯田馬之介」を名乗るようになった。なお、同作の劇中に登場するラピュタの心臓部の設定は、監督の宮崎駿と馬之介が共同で考え出したものである。
OH!プロダクションをやめた後はゴンゾを拠点に活動していた。
2010年11月26日、肺がんのため東京都清瀬市の病院で死去。49歳没。告別式では宮﨑駿が弔辞を読んでいる。
生前に監督として制作を準備するも死去により未完に終わったアニメ『トワノクオン』は、もりたけしが"協力監督"という役職で引き継いで完成させた。

## 主な参加作品

### テレビアニメ
- 忍者ハットリ君（1981年、動画）
- ルパン三世 PARTIII（1985年、原画・演出）
- カウボーイビバップ（1998年、絵コンテ）
- THE ビッグオー（1999年、演出）
- ベターマン（1999年、絵コンテ）
- ゲートキーパーズ（2000年、企画協力）
- ヴァンドレッド（2000年、企画協力）
- HELLSING（2001年、総監督[3]）
- タイドライン・ブルー（2005年、原作・監督[4]）
- スーパーロボット大戦OG -ディバイン・ウォーズ-（2006年、絵コンテ）
- BLASSREITER（2008年、絵コンテ）
- 鉄腕バーディー DECODE（2008年、絵コンテ）
- ヤッターマン（第2作）（2008 - 2009年、絵コンテ、42話のみ）
- シャングリ・ラ（2009年、デザインワークス・絵コンテ）

### OVA
- 日本のおばけ話 百目のあずきとぎ（1988年、脚本、絵コンテ、監督）
- デビルマン 誕生編（1987年、監督・脚本）
- デビルマン 妖鳥死麗濡編（1990年、監督・脚本）
- CBキャラ 永井豪ワールド
  - オレは悪魔だ デビルマン!（1990年、監督）
  - オレは強いぞ マジンガーZ（1990年、監督）
- リトルツインズ（1992年、絵コンテ、演出）
- おいら宇宙の探鉱夫（1994年、監督・脚本）
- 鉄腕GinRei EPISODE:23?禁断の果実を奪還せよ極楽大作戦!!（1995年、絵コンテ、監督）
- 機動戦士ガンダム 第08MS小隊（1996年、監督、6話から）
- 青の6号（1998年、企画協力）
- 勇者王ガオガイガーFINAL（2000年、絵コンテ）
- 戦闘妖精雪風（2002年、企画・設定プロデューサー）

### アニメ映画
- わが青春のアルカディア（1982年、動画）
- 風の谷のナウシカ（1984年、動画）
- ルパン三世 バビロンの黄金伝説（1985年、原画）
- 天空の城ラピュタ（1986年、演出助手）
- 銀色の髪のアギト（2006年、原案）
- SPIRIT パイロット（絵コンテ、監督）
- トワノクオン[5]（2011年、監督）

### ゲーム
- ファイナルファンタジーVIII（2D MOTION ADVISDR）
- ワンダープロジェクトJ 機械の少年ピーノ（画面設計、アニメーションスタッフコーディネート）
- ワンダープロジェクトJ2 コルロの森のジョゼット（画面設計、アニメーションスタッフコーディネート）

### コミック
- 機動戦士ガンダム 宇宙のイシュタム（2003 - 2006年、全4巻）
- 機動戦士ガンダム第08MS小隊 U.C.0079+α（2007 - 2009年、全4巻）

### その他
- 白い象（1981年、撮影助手）
- 東京都PRアニメーション「リフレイン」（原案、脚本、絵コンテ、監督）